# Nightmare (chanson d'Halsey)
Singles de Halsey
Boy with Luv (en)
(2019) Graveyard
(2019)
Nightmare est un single de la chanteuse américaine Halsey sorti le 17 mai 2019.

## Historique
Le 2 mai 2019, Halsey poste sur ses réseaux sociaux un lien vers un site web invitant ses fans à s'inscrire à une newsletter puis à choisir parmi plusieurs propositions quel est leur pire cauchemar. Cliquer sur l'option choisie dirige l'internaute vers une page présentant une interprétation du rêve en question. Quelques jours plus tard, lors d'un concert de la chanteuse dans la salle new-yorkaise Webster Hall, une banderole annonce la sortie du single Nightmare le 17 mai 2019.

## Clip vidéo
Le clip vidéo de Nightmare sort le même jour que le single, le 17 mai 2019. Il est réalisé par Hannah Lux Davis (en) à partir d'un concept imaginé par Halsey. Il s'agit de la deuxième collaboration entre la chanteuse et la réalisatrice après le clip vidéo du single Alone (en) sorti en 2018. Plusieurs artistes féminines y font une apparition, dont Debbie Harry, la chanteuse du groupe Blondie, et les actrices et mannequins britanniques Cara Delevingne et Suki Waterhouse.

## Classements et certifications
| Classement (2019)                      | Meilleure position |
| -------------------------------------- | ------------------ |
| Australie (ARIA)                       | 13                 |
| Australie (Digital Song Sales)         | 7                  |
| Autriche (Ö3 Austria Top 40)           | 56                 |
| Belgique (Flandre Ultratip 100)        | 6                  |
| Belgique (Wallonie Ultratip 50)        | 28                 |
| Canada (Hot 100)                       | 17                 |
| Canada (All-Format Airplay)            | 47                 |
| Canada (Digital Songs)                 | 4                  |
| Canada (CHR/Top 40)                    | 17                 |
| Canada (Hot AC)                        | 38                 |
| Écosse (OCC)                           | 33                 |
| Estonie (Eesti Tipp-40 (en))           | 15                 |
| États-Unis (Hot 100)                   | 15                 |
| États-Unis (Adult Pop Songs)           | 21                 |
| États-Unis (Dance/Mix Show Airplay)    | 19                 |
| États-Unis (Digital Songs)             | 2                  |
| États-Unis (On-Demand Songs (es))      | 19                 |
| États-Unis (Pop Digital Song Sales)    | 1                  |
| États-Unis (Pop Airplay)               | 13                 |
| États-Unis (Radio Songs)               | 39                 |
| États-Unis (Streaming Songs)           | 20                 |
| Grèce (Digital Song Sales)             | 6                  |
| Irlande (Irish Singles Chart)          | 24                 |
| Italie (FIMI)                          | 68                 |
| Lettonie (IFPI)                        | 8                  |
| Lituanie (AGATA)                       | 15                 |
| Mexique (Mexico Ingles Airplay (en))   | 4                  |
| Nouvelle-Zélande (Top 40 Singles)      | 19                 |
| Nouvelle-Zélande (Digital Song Sales)  | 7                  |
| Portugal (AFP)                         | 48                 |
| Tchéquie (IFPI Rádio)                  | 70                 |
| Tchéquie (IFPI Singles Digitál)        | 25                 |
| Russie (Tophit Airplay)                | 27                 |
| Royaume-Uni (UK Singles Chart)         | 26                 |
| Royaume-Uni (UK Audio Streaming Chart) | 46                 |
| Royaume-Uni (UK Download Chart)        | 21                 |
| Royaume-Uni (UK Singles Sales Chart)   | 21                 |
| Slovaquie (IFPI Rádio)                 | 7                  |
| Suède (Sverigetopplistan Heatseekers)  | 15                 |
| Suisse (Schweizer Hitparade)           | 61                 |

| Région | Certification | Ventes/Streams |
| --- | ------------- | -------------- |
| Australie (ARIA) | Platine       | 70 000*        |
| Canada (Music Canada) | Platine       | 80 000‡        |
| États-Unis (RIAA) | Or            | 500 000‡       |
| *Ventes selon la certification ^Mise en rayon selon la certification xNon précisé par la certification ‡ventes/streaming selon la certification |               |                |